# Krími kánok listája

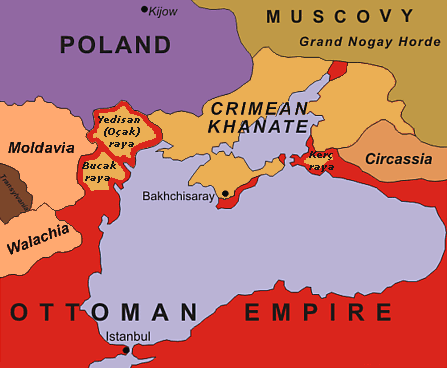
Az államalakulat az 1600-as években

Az alábbi lista a Krími Tatár Kánság (az Arany Horda egyik utódállama) uralkodóit tartalmazza 1441-től 1783-ig.
| Uralkodó                   | Uralkodott                      | Megjegyzés                                       |
| -------------------------- | ------------------------------- | ------------------------------------------------ |
| I. Hádzsi Giráj (*1397)    | kán: 1441–1456, ld. alább       | Devlet Berdi kán fia egy kolostori irat szerint. |
| Hajder                     | kán: 1456-ban, †1487            | I. Hádzsi Giráj fia.                             |
| I. Hádzsi Giráj (2x)       | kán: 1456, †1466 augusztusa     |                                                  |
| Núr Devlet                 | kán: 1466–1467, ld. alább       | I. Háddzsi Giráj fia.                            |
| I. Mengli Giráj (*1445)    | kán: 1467-ben, ld. alább        | I. Háddzsi Giráj fia.                            |
| Núr Devlet (2x)            | kán: 1467–1469, ld. alább       |                                                  |
| I. Mengli Giráj (2x)       | kán: 1469–1475, ld. alább       |                                                  |
| Hajder (2x)                | kán: 1475-ben, †1487            | I. Háddzsi Giráj fia.                            |
| Núr Devlet (3x)            | kán: 1475–1476, †1503           |                                                  |
| Interregnum (1476 – 1478)  |                                 |                                                  |
| I. Mengli Giráj (3x)       | kán: 1478, †1515. április 17.   |                                                  |
| I. Mehmed Giráj (*1465)    | kán: 1515, †1523 októbere       | I. Menli Giráj fia.                              |
| I. Gázi Giráj (*1504)      | kán: 1523, †1524 áprilisa       | I. Mehmed Giráj fia.                             |
| I. Szadet Giráj (*1492)    | kán: 1524–1532, †1539           | I. Menli Giráj fia.                              |
| I. Iszlám Giráj            | kán: 1532-ben, †1537            | I. Mehmed Giráj fia.                             |
| I. Száhib Giráj (*1501)    | kán: 1532, †1551                | I. Menli Giráj fia.                              |
| I. Devlet Giráj (*1512)    | kán: 1551, †1577. június 25.    | I. Menli Giráj unokája.                          |
| II. Mehmed Giráj (*1532)   | kán: 1577, †1584 májusa         | I. Devlet Giráj fia.                             |
| II. Szadet Giráj           | kán: 1584-ben, †1587            | II. Mehmed Giráj fia.                            |
| II. Iszlám Giráj           | kán: 1584, †1588                | I. Devlet Giráj fia.                             |
| II. Gázi Giráj (*1551)     | kán: 1588–1596, ld. alább       | I. Devlet Giráj fia.                             |
| I. Fetih Giráj (*1557)     | kán: 1596-ban, †1597            | I. Devlet Giráj fia.                             |
| II. Gázi Giráj (2x)        | kán: 1596, †1608 márciusa       |                                                  |
| Toktamis Giráj (*1589)     | kán: 1607, †1608                | II. Gázi Giráj fia.                              |
| I. Szelamet Giráj (*1556)  | kán: 1608, †1610                | I. Devlet Giráj fia.                             |
| III. Mehmed Giráj (*1584)  | kán: 1610-ben, ld. alább        | II. Szadet Giráj fia.                            |
| Dzsanibek Giráj (*1568)    | kán: 1610–1623, ld. alább       | I. Devlet Giráj unokája.                         |
| III. Mehmed Giráj (2x)     | kán: 1623–1624, ld. alább       |                                                  |
| Dzsanibek Giráj (2x)       | kán: 1624-ben, ld. alább        |                                                  |
| III. Mehmed Giráj (3x)     | kán: 1624–1627, †1628           |                                                  |
| Dzsanibek Giráj (3x)       | kán: 1627–1635, †1636           |                                                  |
| Inajet Giráj (*1597)       | kán: 1635, †1637                | II. Gázi Giráj fia. fia.                         |
| I. Bahadir Giráj (*1602)   | kán: 1637, †1641 vége           | I. Szelamet Giráj fia.                           |
| IV. Mehmed Giráj (*1606)   | kán: 1641–1644, ld. alább       | I. Szelamet Giráj fia.                           |
| III. Iszlám Giráj (*1604)  | kán: 1644, †1654 júliusa        | I. Szelamet Giráj fia.                           |
| IV. Mehmed Giráj (2x)      | kán: 1654–1666, †1674           |                                                  |
| Adil Giráj (*1617)         | kán: 1666–1671, †1672           | I. Fetih Giráj unokája.                          |
| I. Szelim Giráj (*1631)    | kán: 1671–1678, ld. alább       | I. Bahadir Giráj fia.                            |
| Murád Giráj (*1627)        | kán: 1678–1683, †1696           | I. Szelamet Giráj unokája.                       |
| II. Hadzsi Giráj (*1644)   | kán: 1683–1684, †1689           | I. Szelamet Giráj unokája.                       |
| I. Szelim Giráj (2x)       | kán: 1684–1691, ld. alább       |                                                  |
| III. Szadet Giráj (*1645)  | kán: 1691-ben, †1695            | II. Házi Giráj testvére.                         |
| Szafa Giráj (*1637)        | kán: 1691–1692, †1703           | I. Szelamet Giráj unokája.                       |
| I. Szelim Giráj (3x)       | kán: 1692–1699, ld. alább       |                                                  |
| II. Devlet Giráj (*1648)   | kán: 1699–1702, ld. alább       | I. Szelim Giráj fia.                             |
| I. Szelim Giráj (4x)       | kán: 1702, †1704 decembere      |                                                  |
| III. Gázi Giráj (*1673)    | kán: 1703–1707, †1709 júniusa   | I. Szelim Giráj fia.                             |
| I. Kaplan Giráj (*1678)    | kán: 1707–1708, ld. alább       | I. Szelim Giráj fia.                             |
| II. Devlet Giráj (2x)      | kán: 1709–1713, †1719           |                                                  |
| I. Kaplan Giráj (2x)       | kán: 1713–1715, ld. alább       |                                                  |
| III. Devlet Giráj (*1647)  | kán: 1716, †1717                | Adil Giráj fia.                                  |
| IV. Szadet Giráj (*1662)   | kán: 1717–1724, †1732           | I. Szelim Giráj fia.                             |
| II. Mengli Giráj (*1678)   | kán: 1724–1730, ld. alább       | I. Szelim Giráj fia.                             |
| I. Kaplan Giráj (3x)       | kán: 1730–1736, †1738           |                                                  |
| II. Fetih Giráj (*1696)    | kán: 1736–1737, †1746           | II. Devlet Giráj fia.                            |
| II. Mengli Giráj (2x)      | kán: 1737, †1739. december 31.  |                                                  |
| II. Szelamet Giráj (*1691) | kán: 1740–1743, †1751           | I. Szelim Giráj fia.                             |
| II. Szelim Giráj (*1708)   | kán: 1743, †1748. május 29.     | I. Kaplan Giráj fia.                             |
| Arszlán Giráj (*1692)      | kán: 1748–1756, ld. alább       | II. Devlet Giráj fia.                            |
| Halim Giráj (*1689)        | kán: 1756–1758, †1759           | IV. Szadet Giráj fia.                            |
| Kirim Giráj (*1717)        | kán: 1758–1764, ld. alább       | II. Devlet Giráj fia.                            |
| III. Szelim Giráj (*1713)  | kán: 1765–1767, ld. alább       | II. Fetih Giráj fia.                             |
| Arszlán Giráj (2x)         | kán: 1767-ben, †1767. május 30. |                                                  |
| Makszud Giráj (*1720)      | kán: 1767–1768, ld. alább       | II. Szelamet Giráj fia.                          |
| Kirim Giráj (2x)           | kán: 1768, †1769 márciusa       |                                                  |
| IV. Devlet Giráj (*1730)   | kán: 1769–1770, ld. alább       | Arszlán Giráj fia.                               |
| II. Kaplan Giráj (*1739)   | kán: 1770-ben, †1771            | II. Szelim Giráj fia.                            |
| III. Szelim Giráj (2x)     | kán: 1770–1771, †1786           |                                                  |
| Makszud Giráj (2x)         | kán: 1771–1772, †1780           |                                                  |
| II. Száhib Giráj (*1726)   | kán: 1771–1775, †1807           | II. Devlet Giráj unokája.                        |
| IV. Devlet Giráj (2x)      | kán: 1775–1777, †1781           |                                                  |
| Sahin Giráj (*1746)        | kán: 1777–1782, ld. alább       | II. Szahib Giráj testvére.                       |
| II. Bahadir Giráj (*1722)  | kán: 1782-ben, †1791            | II. Szahib Giráj testvére.                       |
| Sahin Giráj (2x)           | kán: 1782–1783, †1787           |                                                  |

## Fordítás
- Ez a szócikk részben vagy egészben  a   List of Crimean khans című angol Wikipédia-szócikk fordításán alapul.  Az eredeti cikk szerkesztőit annak laptörténete sorolja fel. Ez a jelzés csupán a megfogalmazás eredetét és a szerzői jogokat jelzi, nem szolgál a cikkben szereplő információk forrásmegjelöléseként.
- Ez a szócikk részben vagy egészben  a(z)   Список кримських ханів című ukrán Wikipédia-szócikk fordításán alapul.  Az eredeti cikk szerkesztőit annak laptörténete sorolja fel. Ez a jelzés csupán a megfogalmazás eredetét és a szerzői jogokat jelzi, nem szolgál a cikkben szereplő információk forrásmegjelöléseként.